# Arch Manning

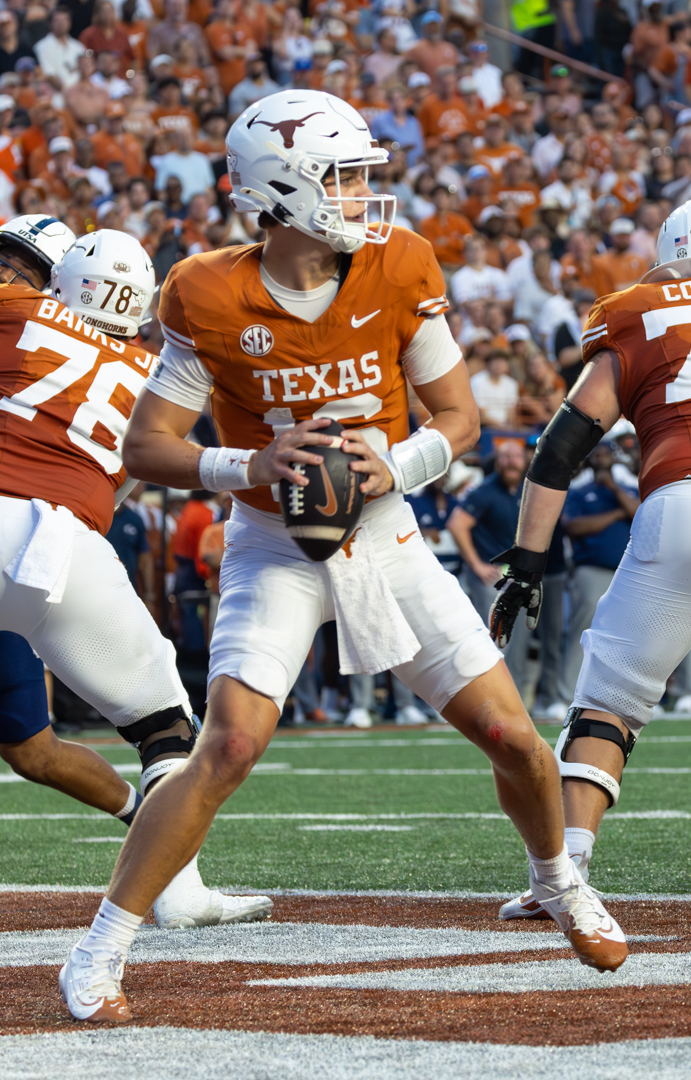
Arch Manning

Arch Manning (* 27. April 2004) ist ein US-amerikanischer American-Football-Spieler auf der Position des Quarterbacks. Er ist der Sohn von Cooper Manning, Enkel von Archie Manning und Neffe der ehemaligen NFL-Quarterbacks Peyton Manning und Eli Manning. Er besuchte die Isidore Newman School in New Orleans, Louisiana.
Von der amerikanischen Sportnetzwerk 247Sports wird er als bester High-School-Quarterback seines Jahrgangs, der Abschlussklasse von 2023, geführt.
Bereits zu Beginn seiner Highschool-Karriere zog Manning wegen seiner prominenten Verwandtschaft mediale Aufmerksamkeit auf sich. Bereits sein Vater und seine Onkel Eli und Peyton spielten für Isidore Newman, ebenso der spätere NFL-Spieler Odell Beckham Jr. Im Mai 2019 spielte Arch im Alter von 13 Jahren erstmals für seine Highschool und warf dabei, gegen teils deutlich ältere Mitspieler, drei Touchdownpässe. Schon zu diesem Zeitpunkt zeigten die ersten Colleges Interesse an Manning: die University of Tennessee, an der sein Onkel Peyton spielte und die University of Mississippi, für die Eli und sein Großvater Archie aufliefen.
In seinem Jahr als Freshman an der Highschool konnte Manning die in ihn gesetzten Erwartungen erfüllen, er erzielte 2438 Yards Raumgewinn und warf 34 Touchdownpässe bei sechs Interceptions. MaxPreps, ein Sportnetzwerk im Besitz von CBS mit Fokus auf Highschool-Sport, ernannte Manning zum National Freshman of the Year. In seinem ersten Spiel als Sophomore gelangen ihm sechs Touchdowns. Besondere Beachtung fand sein Auftritt beim 55:22-Sieg von Isidore Newman über die Booker T. Washington High School am 15. Oktober 2020, da das Spiel im landesweiten Fernsehen auf ESPN2 gezeigt wurde. Unter anderem College-Quarterback Trevor Lawrence und der ehemalige NFL-Punter und Sportanalyst Pat McAfee lobten Mannings Leistung.
Im Juni 2022 gab er bekannt, dass er College Football für die Texas Longhorns der University of Texas zu spielen würde.